# Georgina Mace
Georgina Mary Mace (Londra, 12 luglio 1953 – 19 settembre 2020) è stata un'ecologa britannica, specializzata in protezione della natura. 
Ha insegnato biodiversità ed ecosistemi presso l'University College di Londra. In precedenza ha insegnato scienze della conservazione presso il Nerc (Natural Environment Research Council) dell'Imperial College di Londra. Ha diretto il Nerc (2006-2012) e il settore scientifico della Zoological Society di Londra (2000-2006).

## Biografia
Georgina Mace è nata a Londra. Ha studiato alla City of London School for Girls prima di frequentare l'Università di Liverpool, dove ha conseguitola laurea in scienze nel 1976. Nel 1979 ha conseguito un dottorato di ricerca sull'ecologia evolutiva dei piccoli mammiferi presso l'Università del Sussex. Mace si è dedicata principalmente alla misurazione della perdita di biodiversità e del cambiamento degli ecosistemi, valutando sia le tendenze sia le conseguenze. Ha iniziato la carriera presso lo Smithsonian Institution di Washington, negli Stati Uniti, dove ha studiato l'impatto della consanguineità nelle collezioni zoologiche. Mace ha poi approfondito la ricerca sull'ecologia delle popolazioni in cattività studiando la vitalità delle popolazioni negli zoo.
Nel 1983 è entrata a far parte dell'Institute of Zoology, il settore scientifico della Zoological Society di Londra, dove è rimasta per 23 anni. A partire dal 2000, alla guida dell'Institute of Zoology, Mace ha contribuito allo sviluppo dei criteri per l'inserimento delle specie nella Lista Rossa dell'IUCN, l'inventario più completo sullo stato di conservazione delle specie del mondo, uno strumento fondamentale per il mantenimento della biodiversità globale. Prima di questi cambiamenti, la Lista Rossa si basava sulle candidature degli esperti piuttosto che sui dati. I cambiamenti promossi da Mace e dai suoi colleghi hanno richiesto dieci anni per essere implementati dall'IUCN. Molte pubblicazioni sulla Lista Rossa a livello regionale usano sempre di più i nuovi criteri, che tengono conto dei cambiamenti climatici e di altri fattori ambientali nel determinare le minacce di estinzione. Dal 2002 Mace e i suoi colleghi hanno lavorato per stabilire metodi di valutazione della biodiversità e dei servizi che fornisce a livello di ecosistema, nonché dei cambiamenti nella biodiversità che sono stati misurati in via provvisoria dall'Indice della Lista Rossa.
Dal 2008 al 2010 è stata l'editor di Philosophical Transactions of the Royal Society (Series B, Biological Sciences). È stata anche Academic Editor di PLOS Biology, la rivista online ad accesso aperto e ha sostenuto la politica di accesso aperto alle pubblicazioni scientifiche.
Mace è stata eletta membro della Royal Society nel 2002. Nel luglio 2007 le è stato conferito un dottorato honoris causa dall'Università del Sussex per il suo lavoro sulla biodiversità, seguito da un altro dottorato honoris causa dall'Università di Losanna, in Svizzera, nel 2018.
Ha vinto il Premio internazionale Cosmos 2007. Nel 2011 ha ricevuto il Premio Ernst Haeckel della Federazione ecologica europea. Nel 2016 Mace ha vinto il Premio Dr. A.H. Heineken per le scienze ambientali. Nel 2016 è stata anche premiata, insieme a Sandra Knapp, con la medaglia Linneana della Linnean Society di Londra.
L'estinto ratto del riso, Megalomys georginae, delle Barbados è stato chiamato così in suo onore.
Morì nel settembre 2020 all'età di 67 anni.